# Amphipyra conspersa
Amphipyra conspersa är en fjärilsart som beskrevs av Riley 1871. Amphipyra conspersa ingår i släktet Amphipyra och familjen nattflyn. Inga underarter finns listade i Catalogue of Life.